# Кихон
Кихон (яп. 基本, きほん букв. "корни-основы") — японский термин, означающий «основы» или «азы». Используется для обозначения базовых техник, которые преподаются и практикуются в большинстве японских боевых искусств.
Практика и совершенствование кихона необходимы для обучения более сложным техникам, и включает в себя практику правильной постановки тела и дыхания во время отработки таких основных элементов как стойки, удары руками и ногами, блоки и толчки, в том числе и при исполнении кихон-ката.
Кихон — это не только отработка правильного исполнения техник, но также и воспитание будоки, его духа и мироощущения.
Базовые техники отрабатывают часто, обычно на каждой тренировке. Они считаются фундаментом для овладения и улучшения всех движений большей сложности. Кихон в боевых искусствах можно рассматривать как аналогичные базовые навыки в других спортивных дисциплинах, например, в баскетболе. Профессиональные игроки НБА продолжают практиковать дриблинг, пасы, штрафные броски и прыжки в целях поддержания и совершенствования более сложных навыков, используемых во время игры.